# Foot Ball Club Torino 1921-1922
Questa voce raccoglie le informazioni riguardanti il Foot Ball Club Torino nelle competizioni ufficiali della stagione 1921-1922.

## Stagione
Nel 1921 il Torino aderisce allo scisma contro la FIGC e partecipa al campionato organizzato dalla CCI, che raggruppa tutte le squadre più ricche e importanti.
La stagione non è positiva: la squadra termina lontanissima dal Genoa capolista, con un poco piacevole nono posto su dodici partecipanti al girone B della Lega Nord. I deludenti risultati portano anche alle dimissioni dell'allenatore Vittorio Pozzo, in carica dal 1912 ma già da prima all'interno della società.

## Rosa
| N. |                     | Ruolo | Calciatore            |
| -- | ------------------- | ----- | --------------------- |
|    | Italia (bandiera)   | D     | Giuseppe Aliberti     |
|    | Italia (bandiera)   | C     | Oreste Azzarà         |
|    | Svizzera (bandiera) | D     | Enrico Bachmann I (c) |
|    | Italia (bandiera)   | C     | Giovanni Barale II    |
|    | Italia (bandiera)   | C     | Pietro Barbero        |
|    | Italia (bandiera)   | P     | Baroli                |
|    | Italia (bandiera)   | A     | Felice Berardo II     |
|    | Italia (bandiera)   | P     | Mario Borrini         |
|    | Italia (bandiera)   | A     | Giuseppe Calvi        |
|    | Italia (bandiera)   | C     | Corrado               |
|    | Italia (bandiera)   | A     | Daniele               |
|    | Italia (bandiera)   | A     | Silvio De Nicolai     |
|    | Italia (bandiera)   | D     | Carlo De Marchi       |

| N. |                   | Ruolo | Calciatore           |
| -- | ----------------- | ----- | -------------------- |
|    | Italia (bandiera) | A     | Aldo Falchi          |
|    | Italia (bandiera) | A     | Luigi Greppi         |
|    | Italia (bandiera) | A     | Antonio Janni        |
|    | Italia (bandiera) | C     | Piero Martin I       |
|    | Italia (bandiera) | D     | Cesare Martin II     |
|    | Italia (bandiera) | C     | Dario Martin III     |
|    | Italia (bandiera) | D     | Francesco Morando II |
|    | Italia (bandiera) | A     | Francisco Mosso I    |
|    | Italia (bandiera) | C     | Eugenio Mosso III    |
|    | Italia (bandiera) | C     | Giulio Mosso IV      |
|    | Italia (bandiera) | C     | Silvio Peruzzi II    |
|    | Italia (bandiera) | C     | Nello Sticco         |
|    | Italia (bandiera) | D     | Attilio Valobra II   |

## Risultati

### Prima Divisione

#### Girone di andata
| Arbitro: | Hess (Torino) |

|                       |           |  |
| Falchi 88’ Sticco 90’ | Marcatori |  |

| Arbitro: | Venegoni (Legnano) |

|  |           |            |
|  | Marcatori | 13’ Falchi |

| Arbitro: | Mombelli (Casale Monf.) |

|  |           |                       |
|  | Marcatori | 29’ Moruzzi 52’ Catto |

| Arbitro: | Panzeri (Milano) |

|           |           |  |
| Fivebr 1’ | Marcatori |  |

| Arbitro: | Mombelli (Casale Monf.) |

|               |           |                |
| Malaspina 66’ | Marcatori | 15’ Martin III |

| Arbitro: | Guiot (Milano) |

|                       |           |                           |
| Mosso I 23’, 88’, 79’ | Marcatori | 38’ (rig.), 48’ Forlivesi |

| Venezia 13 novembre 1921 7ª giornata | Venezia           | 0 – 0 | Torino | Campo di Sant'Elena\| Arbitro: \| Crivelli (Milano) \| |
| Arbitro:                             | Crivelli (Milano) |       |        |                                                        |

| Arbitro: | Dani (Genova) |

|  |           |                        |
|  | Marcatori | 58’ Sbrana 86’ Merciai |

| Arbitro: | Panzeri (Milano) |

|            |           |                |
| Mattea 88’ | Marcatori | 46’ Martin III |

| Arbitro: | Fries (Milano) |

|               |           |                    |
| Monti III 13’ | Marcatori | 43’ (aut.) Danieli |

| Arbitro: | Canestrini (Novara) |

|              |           |                |
| Mosso IV 20’ | Marcatori | 17’ Baloncieri |

#### Girone di ritorno
| Arbitro: | Guiot (Milano) |

|                           |           |                |
| Truppi 4’ Cuttin 10’, 33’ | Marcatori | 38’ Martin III |

| Arbitro: | Venegoni (Legnano) |

|                             |           |  |
| E. Sardi 44’ Mariani II 48’ | Marcatori |  |

| Arbitro: | Dani (Genova) |

|              |           |  |
| Mosso IV 71’ | Marcatori |  |

| Arbitro: | Sarto (Bologna) |

|                                      |           |            |
| Tornabuoni 4’, 30’ Guerucci 70’, 90’ | Marcatori | 32’ Falchi |

| Arbitro: | Canestrini (Novara) |

|                |           |             |
| Berardo II 31’ | Marcatori | 10’ Serasso |

| Arbitro: | Zennaro (Genova) |

|                        |           |  |
| Falchi 24’ (rig.), 63’ | Marcatori |  |

| Arbitro: | Dani (Genova) |

|                          |           |  |
| Banchero I 32’ Bosio 55’ | Marcatori |  |

| Arbitro: | Sanguineti (Genova) |

|                               |           |  |
| Martin III 13’ Berardo II 40’ | Marcatori |  |

| Arbitro: | Dani (Genova) |

|                          |           |  |
| Sticco 38’ Barale II 74’ | Marcatori |  |

| Arbitro: | Venegoni (Legnano) |

|                |           |              |
| Martin III 48’ | Marcatori | 2’ Beghin II |

| Arbitro: | Dani (Genova) |

|                                     |           |  |
| Maselli 44’ Manzotti 45’ Agradi 47’ | Marcatori |  |

## Statistiche

### Statistiche di squadra
| Competizione    | Punti | In casa | In casa | In casa | In casa | In casa | In casa | In trasferta | In trasferta | In trasferta | In trasferta | In trasferta | In trasferta | Totale | Totale | Totale | Totale | Totale | Totale | DR |
| Competizione    | Punti | G       | V       | N       | P       | Gf      | Gs      | G            | V            | N            | P            | Gf           | Gs           | G      | V      | N      | P      | Gf     | Gs     | DR |
| --------------- | ----- | ------- | ------- | ------- | ------- | ------- | ------- | ------------ | ------------ | ------------ | ------------ | ------------ | ------------ | ------ | ------ | ------ | ------ | ------ | ------ | -- |
| Prima Divisione | 20    | 11      | 5       | 4       | 2       | 15      | 11      | 11           | 1            | 4            | 6            | 6            | 18           | 22     | 6      | 8      | 8      | 21     | 29     | -8 |

### Statistiche dei giocatori
| Giocatore     | Divisione Nazionale | Divisione Nazionale |
| Giocatore     | Presenze            | Reti                |
| ------------- | ------------------- | ------------------- |
| G. Aliberti   | 18                  | 0                   |
| Azzarà        | 1                   | 0                   |
| E. Bachmann I | 17                  | 0                   |
| G. Barale II  | 3                   | 1                   |
| Barbero       | 1                   | 0                   |
| Baroli        | 19                  | -25                 |
| F. Berardo II | 13                  | 2                   |
| M. Borrini    | 3                   | -4                  |
| G. Calvi      | 8                   | 0                   |
| Corrado       | 1                   | 0                   |
| Daniele       | 3                   | 0                   |
| S. De Nicolai | 4                   | 0                   |
| D. Marchi     | 2                   | 0                   |
| A. Falchi     | 18                  | 5                   |
| Greppi        | 5                   | 0                   |
| A. Janni      | 16                  | 0                   |
| P. Martin I   | 21                  | 0                   |
| C. Martin II  | 22                  | 0                   |
| D. Martin III | 20                  | 5                   |
| F. Morando II | 21                  | 0                   |
| F. Mosso I    | 4                   | 3                   |
| E. Mosso III  | 2                   | 0                   |
| G. Mosso IV   | 15                  | 2                   |
| S. Peruzzi II | 1                   | 0                   |
| N. Sticco     | 3                   | 2                   |
| A. Valobra    | 1                   | 0                   |